# Эдуардс (округ, Канзас)
Э́дуардс (англ. Edwards County) — округ в штате Канзас, США. Официально образован 18 марта 1874 года. По состоянию на 2010 год, численность населения составляла 3 037 человека.

## География
По данным Бюро переписи США, общая площадь округа равняется 1 611,241 км2, из которых 1 611,033 км2 суша и 0,080 км2 или 0,010 % это водоёмы.

## Население
По данным переписи населения 2000 года в округе проживает 3 449 жителей в составе 1 455 домашних хозяйств и 955 семей. Плотность населения составляет 2,00 человека на км2. На территории округа насчитывается 1 754 жилых строений, при плотности застройки около 1,00-го строения на км2. Расовый состав населения: белые — 92,52 %, афроамериканцы — 0,32 %, коренные американцы (индейцы) — 0,49 %, азиаты — 0,32 %, гавайцы — 0,00 %, представители других рас — 5,57 %, представители двух или более рас — 0,78 %. Испаноязычные составляли 9,71 % населения независимо от расы.
В составе 28,70 % из общего числа домашних хозяйств проживают дети в возрасте до 18 лет, 56,30 % домашних хозяйств представляют собой супружеские пары проживающие вместе, 6,00 % домашних хозяйств представляют собой одиноких женщин без супруга, 34,30 % домашних хозяйств не имеют отношения к семьям, 32,00 % домашних хозяйств состоят из одного человека, 17,30 % домашних хозяйств состоят из престарелых (65 лет и старше), проживающих в одиночестве. Средний размер домашнего хозяйства составляет 2,33 человека, и средний размер семьи 2,94 человека.
Возрастной состав округа: 24,60 % моложе 18 лет, 6,70 % от 18 до 24, 25,10 % от 25 до 44, 22,80 % от 45 до 64 и 22,80 % от 65 и старше. Средний возраст жителя округа 41 лет. На каждые 100 женщин приходится 97,50 мужчин. На каждые 100 женщин старше 18 лет приходится 95,80 мужчин.
Средний доход на домохозяйство в округе составлял 30 530 USD, на семью — 38 250 USD. Среднестатистический заработок мужчины был 27 050 USD против 20 132 USD для женщины. Доход на душу населения составлял 17 586 USD. Около 7,00 % семей и 10,40 % общего населения находились ниже черты бедности, в том числе — 14,40 % молодёжи (тех, кому ещё не исполнилось 18 лет) и 8,00 % тех, кому было уже больше 65 лет.